# Альбертина (Лейпциг)
Библиотека Альбертина (нем. Bibliotheca Albertina), также Библиотека Лейпцигского университета) — главная научная библиотека Лейпцигского университета. Основана в 1543 году.

## История
Библиотека была основана в эпоху Реформации, когда был распущен доминиканский монастырь Святого Павла. В 1543 году представитель Альбертинской линии Веттинов курфюрст Саксонии Мориц подарил собственность и помещения монастыря Лейпцигскому университету. В одном из помещений монастыря, называвшемся Миттельпаулинум, были собраны библиотеки многих расформированных монастырей. Именно это собрание стало основой будущей библиотеки.
Среди выдающихся библиотекарей Альбертины стоит упомянуть: Иоахима Феллера (работал с 1675 года), составившего каталог рукописей; Кристиана Готлиба Йохера (работал в 1742—1758 годах), который ввёл алфавитный каталог; Эрнста Готгельфа Герсдорфа (с 1833 года), реорганизовавшего Альбертину по научным принципам.
К концу XIX века фонды библиотеки выросли настолько, что возникла насущная необходимость переезда в большее помещение. В 1891 году библиотека переехала на Бетховенштрассе, где для неё было построено новое здание, спроектированное Арведом Россбахом в стиле неоренессанс. Новый корпус библиотеки был назван Альбертина в честь Альберта, короля Саксонии (1828—1902).
Во время Второй мировой войны в результате авиационных налётов здание библиотеки было на две трети разрушено. Каталоги и фонды смогли быть вовремя эвакуированы и не пострадали. В сентябре 1945 года собрание библиотеки было обнаружено советскими войсками в саксонских соляных шахтах. Специальная бригада, направленная Управлением пропаганды и агитации ЦК ВКП (б), отобрало из 40 000 ящиков 8850 наиболее ценных. Из 2 млн томов для отправки в СССР было отобрано 150 тысяч: научные труды, диссертации, литература по востоковедению и истории искусств, собрание восточных рукописей, в том числе сиамские рукописи на пальмовых листьях, рукописные грамоты XIII—XIV веков, книги XVI—XVII веков, журналы XVII—XIX веков. Для их отправки в СССР потребовалось 85 железнодорожных вагонов.
После войны десятилетиями использовалось только левое, неповреждённое крыло библиотеки. После воссоединения Германии в 1994 году началась масштабная реконструкция и восстановление Альбертины, которая была завершена в 2002 году. Были снесены руины правого крыла, устроен дополнительный подвальный этаж и полностью реконструирован фасад основного здания библиотеки.
Сегодня Альбертина является главной университетской библиотекой Лейпцига, центральной библиотекой гуманитарных наук и архивной библиотекой Лейпцигского университета.
Рядом с главным корпусом в структуру библиотеки входят 11 факультетских филиалов.

## Библиотечный фонд
Библиотека имеет более 5 млн томов и получает по подписке 7200 журналов. В открытом доступе выставлено 200000 томов. Библиотека имеет также ряд специальных коллекций 8700 древних рукописей, 3 200 из которых входит в коллекцию восточных рукописей, 3 700 инкунабул, 173000 автографов и большое количество изданий XVII века. В фондах есть ценная коллекция папирусов и остраконов, среди которых — один из древнейших медицинских манускриптов Папирус Эберса (ок. 1525 г. до н. э.) и Лейпцигская Мировая хроника (II век) https://en.wikipedia.org/wiki/Leipziger_Weltchronik.
Имеющаяся нумизматическая коллекция является самой большой университетской в Германии и содержит порядка 85 000 монет и медалей.
1. ↑  Das Buch in Antike, Mittelalter und Neuzeit. Sonderbestände der Universitätsbibliothek Leipzig, hrsg. v. Th. Fuchs, Chr. Mackert, R. Scholl Wiesbaden 2012 (Schriften und Zeugnisse zur Buchgeschichte 20).